# مونو (انتاریو)
مونو (به انگلیسی: Mono) یک منطقهٔ مسکونی در کانادا است که در شهرستان دافرین واقع شده‌است. مونو ۷٬۵۴۶ نفر جمعیت دارد.